# Mitsubishi Q2M
Mitsubishi Q2M «Тайо» — проєкт патрульного бомбардувальника Імперського флоту Японії періоду Другої світової війни.

## Історія створення
Проєкт важкого патрульного протичовнового бомбардувальника Mitsubishi Q2M був розроблений наприкінці війни на Тихому океані на базі бомбардувальника Mitsubishi Ki-67.
Літак мав бути оснащений двома двигунами Mitsubishi Kasei 25 Otsu потужністю 1380 к.с. кожен. Бомбове озброєння мало складатись з чотирьох 250-кг бомб.
Через технічні проблеми та тривалий час розробки проєкт не був реалізований до кінця війни.

## Тактико-технічні характеристики

### Технічні характеристики
- Екіпаж: 6 чоловік
- Довжина: 18,75 м
- Висота: 4,75 м
- Розмах крила: 25,00 м
- Маса порожнього: 8 850 кг
- Маса спорядженого: 13 600 кг
- Двигуни: 2 x Mitsubishi Kasei 25 Otsu
- Потужність: 1 380 к. с. кожен

### Льотні характеристики
- Максимальна швидкість: 490 км/г
- Практична дальність: 2 415 км
- Практична стеля: 3 704 м

### Озброєння
- Кулеметне: 3 × 13-мм кулемети
- Бомбове навантаження: 4 x 250-кг бомб